# Diego Botín
Pour les articles homonymes, voir Botín.
Diego Botín Sanz de Sautuola le Chever est un skipper espagnol né le 25 décembre 1993 à Santander. Il a remporté avec Florián Trittel la médaille d'or du 49er aux Jeux olympiques d'été de 2024, organisés à Paris.